# Cottonwood (Alabama)
Cottonwood – miasto w Stanach Zjednoczonych, w stanie Alabama, w hrabstwie Houston. W roku 2023 miasto zamieszkiwało 1086 osób, a gęstość zaludnienia wynosiła 76,5 osoby/km².